# محمد علي (ممثل سعودي)
محمد علي الغامدي ممثل سعودي من مواليد الرياض في السعودية.

## بداياته
بداياته كانت من المسرح عام 2002 بدور يسيط في مسرحية للاطفال بعنوان (ابن ادم قادم) مع المخرج نايف خالف. وبعدها أنطلق في مجال المسرح بعد أن كون مع المخرج خالد الباز والممثل نايف فايز فريق استطاع ان يثبت انهم الابرز والأقوى، وقدمو مسرحيات منها مسرحية عفوا ايها الغريب ومسرحية المسرح ليس للبيع ومسرحية البث التجريبي والتي حاز الممثل محمد علي فيها على جائزة أفضل ممثل. ثم عرض مسرحية فشار ومسرحية عايش على الهواء وحصل أيضا على جائزة أفضل ممثل. ثم توالت الأعمال مع الجهة الأكثر دعماً للمسرح وهي أمانة مدينة الرياض لعرض مسرحيات في مناسبات العيد. فتم عرض مسرحية هوامير مول بعد ذلك مسرحية تحت الأرض وحاز فيها على جائزة التميز في التمثيل ثم مسرحية عيني عينك. ويعد الممثل محمدعلي من المسرحين المميزين في الساحة السعودية المسرحية رغم أن تخصصه هو المجال الهندسي
ولكن في أحد القاءات ذكر انه يتنفس المسرح.
تم ابتعاثه لدراسة الماجستر في تخصص الهندسة عام 2010 لمدينة لندن في بريطانيا وقام بتصوير خسمة أفلام قصيرة باسم سعوطانيا. وكانت من تأليفه وتمثيله وإخراجه. ثم عاد للملكه وأكمل نشاطه في مجال الأفلام القصيرة وقام بإنتاج فلم سواد أبيض وهو من تأليفه وتمثيله بمشاركة صديقة في مجال المسرح المخرج خالد الباز.

## أعماله المسرحية
- أبن ادم قادم
- الوحش والكذاب
- عندما يقتل
- عفوا ايها الغريب
- المسرح ليس للبيع
- البث التجريبي
- فشار
- تحت الأرض
- مسرحية عيني عينك
- مبتعثون ولكن
- هوامير مول
- حفلة السوق

## أعماله التلفزيونية
- مسلسل 37 درجه مئويه الجزء الأول
- مسلسل 37 درجه مئويه الجزء الثاني
- مسلسل قناة مفرح على الجوالات برعاية زين

## أعماله السينمائية
- off the camera
- فـلم سواد أبيض

## جوائز حصل عليها
- جائزة أفضل ممثل عن دور رئيسي في مسرحية البث التجريبي
- جائزة أفضل ممثل عن دور رئيسي في مسرحية عايش على الهواء
- جائزة التميز في التمثيل عن مسرحية تحت الأرض
- جائزة اللجنة التحكمية في مهرجان الخليج المسرحي